# 拉排面
拉排面是中下盤的店面經營零售業（便利商店、超級市場）所進行的一種商品陳列動作；一般的基本動作是將貨品由後拉至前方，將同貨架的商品依同樣的排列面向外陳列，因而簡稱為拉排面；通常，商品的字樣排列為由左至右、由上而下，方便顧客選購刺激消費。
拉排面除了能完整陳列商品提昇商品周轉率，同時藉由缺貨商品之左右鄰格商品的遞補亦能美化貨架，提供顧客選購商品時的豐富感。